# Maria Lucia Maciel

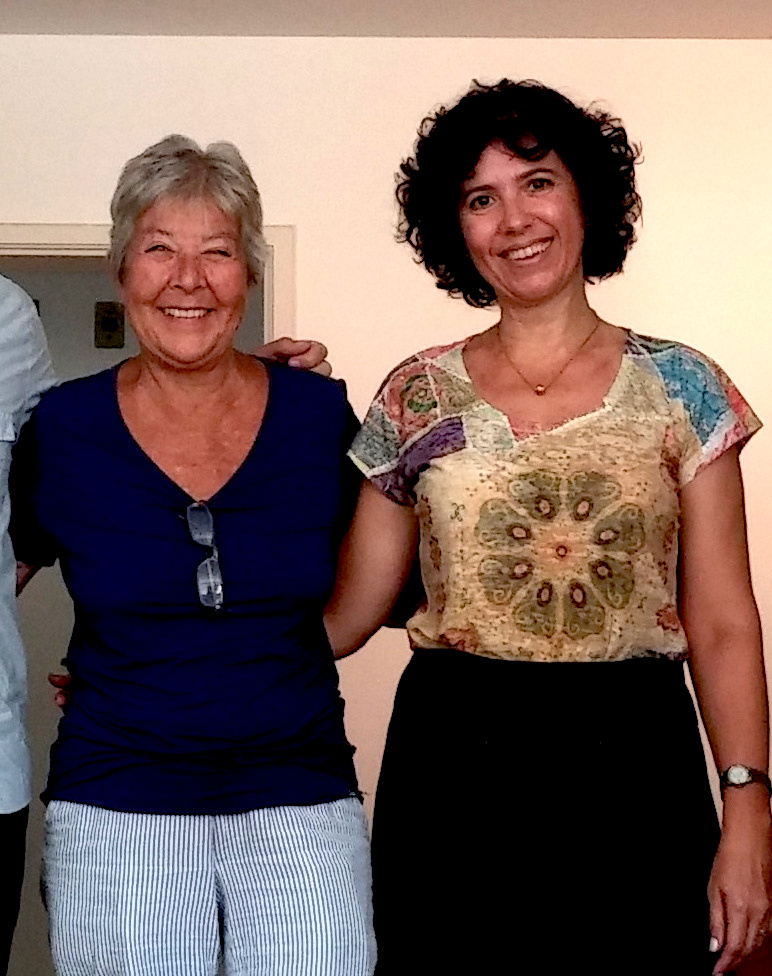
Luca Maciel e Sarita Albagli

Maria Lucia Maciel, mais conhecida como Luca Maciel (Londres, 1946 - São Paulo, outubro de 2019), foi uma pesquisadora brasileira na área de Sociologia, professora na UFRJ, anteriormente na UnB. Dedicada ao tema da Ciência, Tecnologia e Inovação, e da construção dessas e sua relação com o desenvolvimento, foi responsável pela consolidação dessa linha de pesquisa em diversas instituições, também estruturando programas de pós-graduação naquelas onde foi docente. Fez seu mestrado na Universidade Livre de Bruxelas (1981), doutorado na Universidade Paris VII (1986), e pós-doutorado na Itália, que resultou na publicação do livro O Milagre Italiano: caos, crise e criatividade (Editora Paralelo 15, 1996).
Luca foi editora do periódico Revista Sociedade & Estado da UnB, e co-fundadora, em 2005, do periódico Liinc em Revista. Foi membro da diretoria da SBPC por dois mandatos (1989-91 e 2011-2013), e secretária regional da SBPC-RJ de 2004 a 2006. Integrou por 15 anos o conselho administrativo do Instituto Ciência Hoje.
Junto de sua colega Sarita Albagli, Luca fundou o Laboratório Interdisciplinar sobre Informação e Conhecimento (Liinc, hoje CindaLab) dentro da UFRJ e do IBICT.